# Maxi (La tribù del pallone)
Maxi è un personaggio nato dalla penna di Joachim Masannek, appare sia nei libri che nei film de La Tribù del pallone, ed è interpretato da Marlon Wessel.
Il suo nome completo è Maximilian e viene chiamato Maxi piede di velluto Maximilian dai compagni di squadra.
Maxi è un importante membro della squadra degli Scatenati ed è un ottimo calciatore (probabilmente centrocampista). La sua età certa è sconosciuta ma è probabile che abbia la stessa età di Fabi, Leon e Vanessa, ovvero dagli 11 ai 16 anni nel corso dei cinque episodi.
Maxi vive buona parte della sua infanzia confinato in casa, per colpa di un austero padre che non vorrebbe che lui si comportasse da Scatenato, per il semplice fatto che il padre stesso desiderava tanto esserlo quando era bambino.
Maxi è famoso per essere il ragazzo con il tiro più forte del mondo. Nel primo episodio non parla mai e passa il suo tempo quasi sempre da solo, mentre nel terzo lo si vede molto più reattivo e partecipativo nella squadra. Ama molto il cacao (che tiene sempre da parte) ed ha una cotta per la compagna di squadra Vanessa: nel quarto episodio riesce anche a conquistarla, anche se lei lo rifiuta in quanto innamorata di Leon. Maxi trova il vero amore nel quinto episodio, con la vampira Blossom.
Alla fine del terzo episodio Maxi e Nerv diventano fratellastri, poiché il signor Maximilian sposerà la madre di Nerv. Maxi ha paura di deludere i suoi amici e teme molto suo padre, ma non perde occasione per disubbidirgli e cacciarsi nei guai. È di indole pacata, ma il suo istinto da Scatenato lo porta a commettere atti avventati per i suoi compagni di squadra.

## La tribù del Pallone - Sfida agli Invincibili
Dopo aver tirato un mappamondo in testa al padre, Maxi viene confinato in casa per punizione, ma scappa per unirsi ai suoi amici nella grande sfida contro gli Invincibili.
Maxi tace sempre, anche se parla per la prima volta esprimendo il suo parere nel volersi tuffare con Vanessa dalla scogliera.

## La tribù del Pallone - Uno Stadio Per La Tribù
Maxi tra gli Scatenati è l'unico contrario all'idea di Leon di chiedere un prestito alla banca di suo padre è il direttore, a causa del timore che prova nei confronti di quest'ultimo; Leon tuttavia lo userà come punto di ricatto per il padre.
Maxi sarà contrario a qualunque cosa preveda un coinvolgimento del padre, anche se infine riesce a convincerlo ad andare a vedere tutte le sue partite. Si unirà ai compagni nella follia della partita in mutande e aiuterà Leon sia nello stratagemma del Talent Scout sia nello scrivere la lettera per Vanessa.

## La tribù del pallone - Tutti Per Uno
Dopo l'abbandono di Leon, Maxi è andato a lavorare in banca con il padre che è estremamente felice di riaverlo con lui. Tuttavia la sua pace forzata viene interrotta dall'arrivo di Nerv che lo convince a riunirsi agli Scatenati. Maxi aiuta dunque Nerv, Juli e Joschka a riformare la squadra, evitando nel contempo la persecuzione di suo padre e della futura moglie di quest'ultimo, la madre di Nerv.

## La tribù del pallone - Alla Conquista Della Coppa
Il padre di Maxi ha sposato la madre di Nerv, quindi i due sono diventati fratellastri nonostante si considerino fratelli di sangue.
Maxi sembra essere l'unico tranquillo all'avvicinarsi della coppa di Freestyle, convinto che la sconfitta della squadra non segnerà la "fine del mondo". Fin dal primo momento si può intuire che Maxi provi qualcosa per Vanessa, e di fatto rivela di essere innamorato segretamente della ragazza da molto tempo. Nonostante questo Vanessa non lo capirà subito, trattandolo inizialmente in malo modo, ma quando le dice che lui non l'avrebbe mai fatta soffrire lei comprende. Passeranno un'intera nottata a consolarsi, osservati da Nerv, contrario al comportamento del fratellastro.
La mattina dopo, Maxi e Vanessa vogliono lasciare gli Scatenati, ma lei ritorna sui suoi passi poiché si rende conto di essere ancora innamorata di Leon. Maxi torna da solo a Ragnarök, dove ha una visione di suo padre che lo incita a crescere e così, prima che la rocca venga risucchiata dalla nebbia, corre dagli Scatenati ed aiuta Leon nella sfida. Convince anche Vanessa a giocare la partita, dato che lei dopo una rivelazione di Horizon su Leon non voleva più giocare; in tal modo tra loro si afferma il chiaro rapporto di migliori amici.

## La tribù del Pallone - L'ultimo Goal
Maxi si trova con gli Scatenati nella foresta e vive sereno, ma alla scomparsa di Leon tutto si rattrista; come aveva già fatto precedentemente convince la sua amica Vanessa a cercare il suo ragazzo, dato che lei non voleva, convinta che Leon li avesse abbandonati ancora una volta.
Arrivati alla rocca dei vampiri, Maxi si invaghisce di una bella vampira di nome Blossom, che ha intenzione di sedurlo, ma il fato gli è nemico, facendo innamorare entrambi.
Maxi si fa mordere a metà, poi scappa pentito, e questo lo porta ad avere una mezza trasformazione. Mentre è combattuto su come affrontare i vampiri, lo è anche per l'amore che prova per Blossom, così una notte si fa mordere da lei, quando la ragazza gli rivela i suoi veri sentimenti.
Maxi per aiutare i suoi amici si esporrà alla luce del sole, pietrificandosi, ma verrà salvato da Blossom che libererà entrambi dalla maledizione.